# کوچیلنگک
کوچیلنگک (به لهستانی:  Kocielnik) یک روستا در لهستان است که در گمینا سادوونه واقع شده‌است.
 کوچیلنگک  ۲۱۰ نفر جمعیت دارد.